# Єрник кенійський
Єрник кенійський (Macronyx sharpei) — вид горобцеподібних птахів родини плискових (Motacillidae).

## Назва
Вид названо на честь британського орнітолога Річарда Боудлера Шарпа (1847—1909).

## Поширення
Ендемік Кенії. Трапляється на північних схилах гори Кенія, південних схилах Абердер, на плато Гішу, Мау Нарок та Кінангоп навколо Рифтової долини, а також на кенійських схилах гори Елгон. Природним середовищем існування виду є відкриті безлісі луки з низькими купистими травами, на висоті від 1850 до 3400 м над рівнем моря.

## Опис
Дрібний птах, завдовжки 16-17 см. Його верхня частина оперення густо-коричнева з чорними виступами, тоді як нижня частина жовта, з чорним виступом на грудях. Має білі зовнішні пір'я хвоста.